# Ban Naoyuki
Ban Naoyuki (塙 直之, 1567 - 26 mai 1615), connu également sous le nom de Ban Dan'emon (塙 団右衛門), est un samouraï japonais de la fin de l'époque Sengoku et du début de l'époque d'Edo. Il sert d'abord sous les ordres de Katō Yoshiaki, une des « sept lances de Shizugatake », qui devient le seigneur du domaine d'Aizu. Naoyuki est son commandant des artificiers (teppō-taishō).
Naoyuki suit son seigneur lors de l'invasion de la Corée dans les années 1590, et pour ses actions au combat, il reçoit une allocation de 350 koku . Cependant, à la bataille de Sekigahara en 1600, il s'oppose aux ordres de Yoshiaki et par la suite quitte son service. Après cela, il sert plusieurs seigneurs, dont Kobayakawa Hideaki, Matsudaira Tadayoshi et Fukushima Masanori. Cependant, comme son ancien seigneur Yoshiaki reste un obstacle, Naoyuki entre dans la prêtrise pendant un certain temps.
Il sert le clan Toyotomi lors de la campagne d'hiver d'Osaka en 1614. Cependant, au cours de la campagne d'été de l'année suivante, il est tué au combat en combattant les forces d'Asano Nagaakira dans la province d'Izumi.